# IC 2472
IC 2472 је спирална галаксија у сазвјежђу Лав која се налази на листи објеката дубоког неба у Индекс каталогу.
Деклинација објекта је + 21° 23' 6" а ректасцензија 9h 26m 33,5s. Привидна величина (магнитуда) објекта IC 2472 износи 14,7 а фотографска магнитуда 15,5. IC 2472 је још познат и под ознакама CGCG 121-93, PGC 26779.